# Packard Speedster
Der Packard Speedster bezeichnet eine Serie von Achtzylinder-Automobilen, die die Packard Motor Car Company in Detroit in den Modelljahren 1929 und 1930 fertigte.
Der Speedster war eine Kombination aus einem kurzen Chassis und dem stärksten Packard-Motor seiner Zeit, der obendrein noch getunt wurde. Dieser Wagen war Packards Antwort auf den V-16 von Cadillac.
Der Motor war ein Reihenachtzylinder mit seitlich stehenden Ventilen, 6306 cm³ Hubraum (Bohrung × Hub = 88,9 mm × 127 mm) und einer Leistung von 130 bhp (95,6 kW) bei 3200/min. Über eine Zweischeibenkupplung wurde die Motorkraft an ein teilsynchronisiertes, manuelles Dreiganggetriebe und dann an die Hinterräder weitergeleitet. Die mechanischen Bremsen wirkten auf alle vier Räder.
Es gab nur ein einziges Fahrgestell mit 3213 mm Radstand, das als Roadster, Phaeton oder Limousine (alle mit 4 Sitzplätzen) aufgebaut werden konnte. 
Im Folgejahr wurde das Chassis verlängert und entsprach nun mit 3416 mm der längeren Version des Standard Eight. Der Motor wurde bei unveränderten Maßen etwas zahmer mit 125 bhp (92 kW). Neben den oben erwähnten Karosserieformen gab es nun noch eine 4-sitzige Victoria und einen 2-sitzigen Speedster-Runabout. Trotz des längeren Chassis und dem etwas schwächeren Motor war der Wagen aber immer noch gut für über 100 Meilen / Stunde (160 km/h).
Nach 70 Stück im Jahre 1929 und 113 Stück im Modelljahr 1930 stellte man dieses Modell ersatzlos ein.